# Imaro di Frascati
Imaro di Frascati, noto anche come Imaro del Tuscolo (Francia, ... – Cluny, 28 ottobre 1161), fu un abate benedettino francese che divenne vescovo e cardinale.

## Biografia
Egli entrò nella Congregazione cluniacense presso il priorato di Saint-Martin des Champes a  Parigi e poi, per qualche tempo, fu monaco a Cluny. Più tardi divenne abate del monastero di Santa Maria Nuova nella diocesi di Poitiers. Era amico personale di Bernardo di Chiaravalle.
Nel concistoro del 1142 papa Innocenzo II lo nominò cardinale e ricevette la consacrazione episcopale nel marzo dello stesso anno.
Egli sottoscrisse le bolle pontificie fra il 19 aprile 1142 e l'8 febbraio 1159. Fu legato pontificio in Inghilterra per conto di papa Lucio II tra il 1144 e il 1145.
Nel 1153 divenne decano del Sacro Collegio.
Dopo il conclave del 1159 egli schierò dalla parte dell'antipapa Vittore IV e lo consacrò vescovo nell'abbazia di Farfa il 4 ottobre 1159, assistito dai vescovi Ubaldo di Ferentino e Riccardo di Melfi. e venne quindi deposto da papa Alessandro III.
Partecipò al concilio scismatico di Pavia del febbraio del 1160, che colpì di anatema papa Alessandro III.
Infine si sottomise nuovamente al legittimo pontefice e si ritirò nell'abbazia di Cluny, ove morì poco dopo.

## Conclavi
Durante il suo cardinalato Imaro partecipò ai conclave:
- conclave del 1143, che elesse papa Celestino II
- conclave del 1153, che elesse papa Anastasio IV
- conclave del 1154, che elesse papa Adriano IV
- conclave del 1159, che diede luogo ad una duplice elezione: quella di papa Alessandro III e quella dell'antipapa Vittore IV, con il quale Imaro si schierò[9]

## Genealogia episcopale e successione apostolica
La genealogia episcopale è:
- Cardinale Vitale Giovanni, O.S.B.Cam.
- Papa Innocenzo II
- Cardinale Imaro di Frascati, O.S.B.

La successione apostolica è:
- Vittore IV (1159)